# Harnufis
Harnufis o Arnufis (Arnoûphis) va ser un mag egipci del segle ii, conegut per un episodi que va protagonitzar l'any 172 dC sota l'emperador Marc Aureli.
L'exèrcit romà, la Legió XII Fulminata, es trobava aïllada a les muntanyes de Panònia encerclada pels quades i sense aigua, patint una calor immensa. Va caure una tempesta oportuna que va portar abundants pluges, que va permetre als romans refer-se i rebutjar els bàrbars. El miracle va ser atribuït a Harnufis, sacerdot d'Isis, que pertanyia al seguici imperial de Marc Aureli, segons explica Dió Cassi. Les seves "arts ocultes" van aconseguir la intervenció d'Hermes Aèrios (Thot, el déu egipci de la màgia, assimilat en aquell temps a Mercuri). Les fonts oficials romanes, i la columna de Marc Aureli, atribueixen el prodigi a la intervenció de Júpiter, que amb els seus llamps va aturar els bàrbars. Tertulià, va atribuir el miracle a la pregària dels soldats cristians que formaven majoritàriament la Legió XII.
Un passatge de la Història Augusta diu que abans d'aquest episodi de la pluja, Marc Aureli va convocar sacerdots de totes les parts de l'imperi, amb motiu d'una pesta, per tal que realitzessin conjurs, i Harnufis hi va participar.